# Orchestre Revolutionnaire et Romantique
La Orchestre Révolutionnaire et Romantique, fondata a Londra nel 1990 da John Eliot Gardiner, esegue musiche classiche e romantiche, utilizzando strumenti dell'epoca e seguendo i principi dell'esecuzione secondo la pratica esecutiva storica. L'orchestra ha eseguito registrazioni di sinfonie, opere, concerti, ed altre composizioni di autori quali Beethoven, Berlioz, Brahms, Gluck, Mendelssohn, Schumann, Verdi e Weber. L'orchestra ed il Monteverdi Choir eseguirono la prima registrazione (audio e TV) della  Messe solennelle di Berlioz nella Westminster Cathedral a Londra nel 1993.
Altri ensemble diretti da John Eliot Gardiner sono il Monteverdi Choir e English Baroque Soloists, orchestra barocca composta da molti degli stessi musicisti componenti della Orchestre Révolutionnaire et Romantique.

## Discografia

### Luigi Cherubini
- Médée (Original French Version) — 1995 — Archiv Produktion 442 856-2

### Ludwig van Beethoven
- Missa Solemnis, op. 123 — 1990 — Archiv Produktion 429 779-2
- Messe in C, op. 86, "Ah! perfido" — "Per pietà" op. 65, and Kantate op. 112: Meeresstille und glückliche Fahrt — 1992 — Archiv Produktion 435 391-2
- Symphony No. 9 in D minor, op. 125 — 1994 — Archiv Produktion 447 074-2

### Robert Schumann
- 4 Sinfonie, Sinfonia "Zwickau", Ouverture, Scherzo e Finale, Konzertstück per quattro corni — 1998 — Archiv Produktion 457 591-2
- Das Paradies und die Peri, Requiem für Mignon, Nachtlied — 1999 — Archiv Produktion 457 660-2

### Giuseppe Verdi
- Requiem, Quattro Pezzi Sacri - 1995 - Philips Classics 442 142-2
- Falstaff - 2001 - Philips Classics 462 603-2

### Johannes Brahms
- Ein deutsches Requiem op. 45 - 1991 - Philips 432 140-2